# Autoritatea Națională pentru Protecția Consumatorilor
Autoritatea Națională pentru Protecția Consumatorilor (ANPC) este un organ de specialitate al administrației publice centrale din România, cu personalitate juridică, aflat în subordinea Guvernului.
Până în anul 2001 a fost numit Oficiul pentru Protecția Consumatorilor (OPC).
În teritoriu, ANPC este reprezentată de Comisariatul Regional pentru Protecția Consumatorilor (CRPC) și Comisariatul Județean pentru Protecția Consumatorilor (CJPC).
Echivalentul moldovenesc al acestei instituții e denumit "Agenția pentru Protecția Consumatorilor și Supravegherea Pieței" (APCSP). 

## Președinții ANPC
- Rovana Plumb – ianuarie 2001 - 16 iulie 2004
- Eduard-Gabriel Matei – 16 iulie 2004 - februarie 2005 [4][5]
- Cătălin Florin Teodorescu – 13 februarie 2005 - 2007[6][7][8]
- Marian Zlotea – 2007[9]
- Dan Vlaicu – 16 mai 2007 - 26 ianuarie 2009[10][11]
- Bogdan Marcel Pandelică – 26 ianuarie 2009 - 2 octombrie 2009[12]
- Constantin Cerbulescu – 10 octombrie 2009 - 23 mai 2012[13][14]
- Bogdan-Cristian Nica – mai 2012 - februarie 2014 [14]
- Marius-Alexandru Dunca – februarie 2014 - noiembrie 2015
- Marcel-Bogdan Pandelică – noiembrie 2015 - martie 2018
- Marius Pârvu – martie 2018 - august 2019
- Eduardt Cozminschi – decembrie 2019 - februarie 2021
- Claudiu-Daniel Dolot
- Horia-Miron Constantinescu – 21 ianuarie 2022 - martie 2024
- Cristian Popescu Piedone - 7 februarie 2025 – 23 iulie 2025[15]

## Critici
În anul 2006, ANPC-ul a fost acuzat în presă de îmbogățirea peste noapte a funcționarilor ANPC-ului.